# Église Saint-Raphaël de Santiago du Chili
Pour les articles homonymes, voir Église Saint-Raphaël.
L'église Saint-Raphaël, ou église du monastère du Carmel Saint-Raphaël (en espagnol : Iglesia del Monasterio del Carmen Bajo de San Rafael) est un édifice religieux catholique situé à  Independencia dans l'agglomération de Santiago au Chili.

## Situation
L'église s'élève au n°225 de l'avenue de l'Indépendance sur le territoire de la commune d'Independencia.

## Histoire

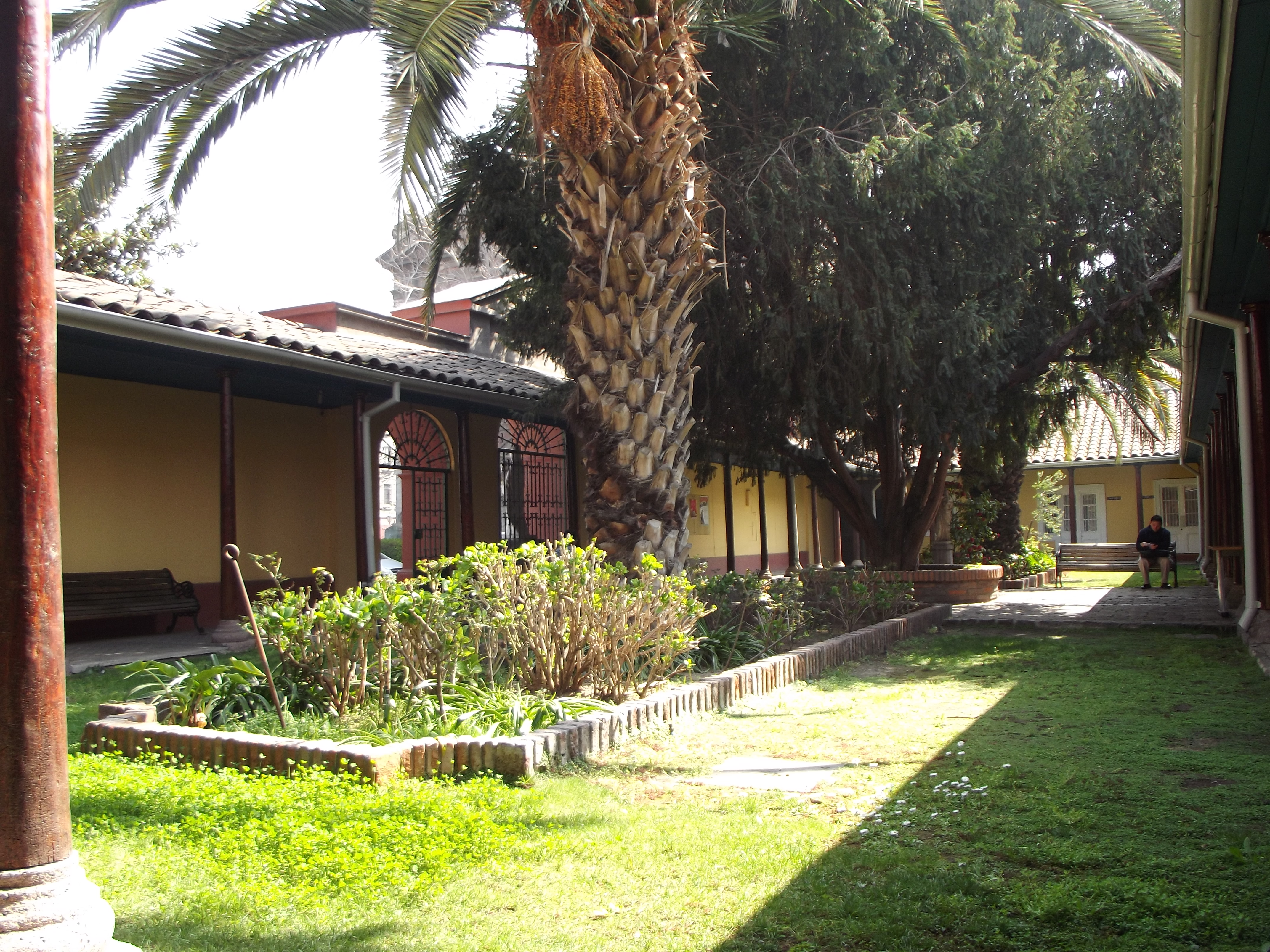
Vue du cloître du monastère.

Le corregidor de Santiago, Luis Manuel de Zañartu, adresse une pétition au roi d'Espagne Charles III pour faire construire en ville un monastère de Carmélites déchaussées, le 30 janvier 1762. Le  monastère est fondé en juillet 1766 au nord du Mapocho,.
La construction du carmel s'étend de 1767 à 1770. Celle de l'église commence en 1774 sous la direction de Marcelino de la Peña et de Juan Solís. Elle est consacrée le 24 octobre 1777. 
Une inondation du río Mapocho en 1783 endommage l'édifice obligeant les moniales à s'installer provisoirement dans une maison des dominicains. En 1870, l'architecte Fermín Vivaceta apporte des modifications comme l'adjonction d'une sculpture de l'archange saint Raphaël.
Le carmel a été en activité jusqu'au 20 février 1958, quand les religieuses le quitte pour s'installer à La Reina. L'église souffre d'abandon jusqu'en 1985, lorsqu'elle est transformée pour accueillir le siège du vicariat épiscopal de la zone nord de l'archidiocèse de Santiago, après des années de détériorations, lorsque l'édifice abritait même des entrepôts pour la Vega Central.
Avec l'ancien monastère, l'église est déclarée monument national du Chili, dans la catégorie des monuments historiques, par le décret nº 1412, du 24 novembre 1983.

## Architecture

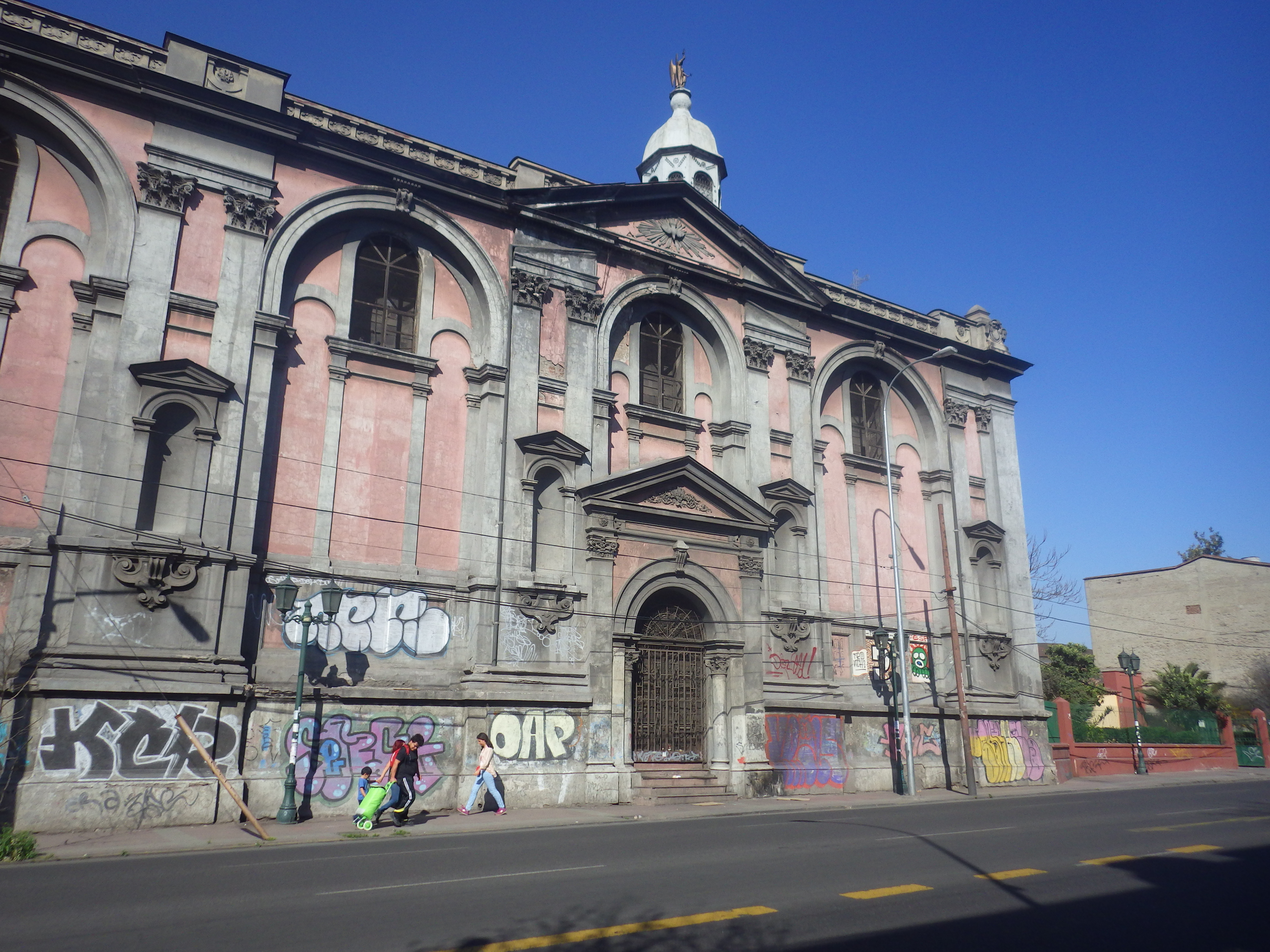
Vue de côté.

L'église est construite sur un plan rectangulaire dont la façade ouest s'élève le long de l'avenue de l'Indépendance. Elle présente une tour adossée de base carrée et est précédée d'un atrium du côté sud. L'église est de style néo-classique, avec en façade des pilastres, des colonnes d'ordre corinthien, une archivolte et un fronton courbe au-dessus du portail.
La tour est en briques jusqu'à la corniche supérieure, complétée par un grand lanternon de bois doré et de fer estampé, surmonté d'une statue de l'archange saint Raphaël
Le cloître est de style colonial, avec divers espaces formant plusieurs patios. Il est formé  de murs d'adobes avec des piliers élancés, et une couverture de tuiles.
L'ensemble est dans un état dégradé et les murs sont couverts de graffitis et de tags.